# Norman Stansfield
Norman Stansfield (en los créditos: Stansfield) es un personaje interpretado por Gary Oldman, el principal antagonista en la película Léon: The Professional (1994) de Luc Besson. La actuación de Oldman ha sido reconocida como influyente y el personaje fue descrito como uno de los más grandes villanos del cine. 

## Personaje
Stansfield es un agente corrupto de la Administración para el Control de Drogas (DEA) que emplea a un hombre (Michael Badalucco) para que guarde cocaína en su apartamento. Al descubrir que la droga comienza a faltar, asume que el hombre se ha estado quedando con parte de ella. Junto a sus secuaces, Stansfield asesina a toda la familia, excepto a Mathilda (Natalie Portman), de doce años de edad, quien logra encontrar refugio en casa de un vecino, un asesino profesional llamado Léon (Jean Reno). A medida que avanza la película, Mathilda le pide a Léon que la entrene para matar a Stansfield y así vengar la muerte de su hermano menor.
Stansfield usa un traje beige. Ha sido descrito como un psicópata con una personalidad trastornada e impredecible. Sin embargo, también fue citado por su carisma. Es un purista de la música clásica que compara sus asesinatos con el trabajo de Beethoven. A lo largo de la película, toma una droga no identificada en forma de cápsula, la cual ingiere contorsionando su cuello para que ésta se deslize por su garganta, y le sigue una aparente sensación de éxtasis.

## Origen y legado
Stansfield es notable por la interpretación desmesurada que hace Oldman del personaje. Dado el estilo austero del personaje que le da nombre a la película, el actor Jean Reno no tenía «espacio para jugar», según el director Luc Besson, y Stansfield fue ideado como un personaje que contrastara con quien «cualquier cosa era posible. Cualquier cosa». A pesar de ser el antagonista de la película, con Stansfield se pretendió ofrecer momentos cómicos en cierta medida. Besson comentó: «Una película sin humor en ningún lado, no es una película. Una película necesita humor» (más tarde Virgin Media describiría a Stansfield como «tan lleno de enigmáticos tics que no se puede hacer más que dejar salir risas culpables»). Sobre la dirección de Besson, Oldman dijo: «Comparten ideas, y si se te ocurre una idea que a él le gusta, puedes apostar que estará en la película. Me gustó tanto trabajar con Luc que si no vuelvo trabajar con otro director, no me preocuparía». Sin embargo, en una entrevista posterior Oldman se refirió a algunos conflictos con Besson durante la filmación: «Te dice cómo moverte, cómo hablar, donde pararte. Intentó eso conmigo [risas], no siempre con el máximo éxito. Tienes que estar abierto a ideas, y está bien si alguien tiene mejores ideas que tú. No puedes cerrarte tanto. Actúa y dirige de forma abierta. Se trata de colaborar». No obstante, Oldman concluyó: «Al final, hay una visión. Yo estoy ahí para servir a la visión del director, y respeto eso. No voy a pararme y exigir mi propia manera. Voy a ir con la corriente». La relación profesional de Oldman y Besson continuaría: Besson eligió a Oldman como principal antagonista en su siguiente proyecto, El quinto elemento, y coprodujo el debut como director de Oldman, Nil by Mouth, estrenado el mismo año.
El exagerado enfoque de Oldman se prestó para frases notables como: «No tengo tiempo para esta mierda de Mickey Mouse», «La muerte está caprichosa hoy», «¡TODOS!» («EV-ERY-ONE!») y «No me causa ningún placer quitar una vida si es de una persona a quien no le importa». La última ocurre en una intensa escena con la protagonista femenina, Mathilda (Natalie Portman), donde Stansfield se prepara para matar a la joven. Portman dijo sobre la escena: «Trabajar con Gary Oldman probablemente fue la experiencia actoral más fácil de mi vida... No creo en absoluto que haya tenido que actuar en esa escena. Es decir, fue realmente simple, porque él hace realmente bien lo que hace... Es muy asombroso ver eso desde cerca, pero también es un regalo para mí». Otra escena importante es cuando Stansfield, quien tiene «un talento para oler una mentira», interroga al padre de Mathilda, interpretado por Michael Badalucco. Stansfield le había estado pagando para que guarde su cocaína en su casa, pero sospecha que ha robado parte de ella. El olisqueo y la invasión del espacio personal de Badalucco fueron improvisados por Oldman, lo que provocó una genuina expresión de inquietud en la cara de Badalucco durante la escena.
Léon: The Professional fue bien recibida por la crítica. El personaje de Stansfield –como la interpretación como Jack Torrance de Jack Nicholson en El resplandor, un personaje con cual se han notado paralelismos– fue elogiado por muchos críticos, pero se ganó la antipatía de algunos. En su reseña de cinco estrellas de la película, Mark Salisbury de la revista Empire describió la actuación de Oldman como «asombrosamente histriónica»; Richard Schickel de la revista Time, en una reseña positiva, la describió como «maravillosamente psicópata». Al contrario, otros críticos discutieron su realismo en reseñas negativas: Chris Hicks de Deseret News consideró la actuación «completamente ridícula»; Janet Maslin de The New York Times «absurda». Mark Deming de Allmovie, en una reseña positiva, adoptó una posición neutral, llamándola «una actuación extravagante que amas u odias». George Wales de Total Film admitió que «el policía corrupto Stansfield podría ser un poco extravagante para el gusto de algunos», pero dijo que «no se puede pedir una mejor personificación de la locura que la que presenta Oldman aquí». Besson dijo sobre Stansfield: «Mucha gente me ha dicho que les encanta ese personaje, y estoy muy orgulloso de lo que Gary y yo logramos con él». Agregó que mientras el público es «libre de apreciar o no su trabajo», siente que las ironías y la exageración del personaje podría habérsele escapado a algunos espectadores, quienes esperaban una figura estoica de autoridad.
En años recientes, Stansfield ha sido nombrado – en publicaciones de CNN, Virgin Media, Total Film, Rotten Tomatoes y la Sociedad de Críticos de Cine Online, entre otras – como uno de los mejores villanos del cine; reconociendo la influencia de la actuación de Oldman, MSN Movies lo describió como «el papel que influenció mil villanos». Además, Filmsite incluyó el deceso de Stansfield entre sus «Mejores escenas de muerte del cine».